# Slowakije op het Eurovisiesongfestival 1996
In 1996 nam Slowakije voor de tweede keer deel aan het Eurovisiesongfestival. Deze editie vond plaats in Oslo, Noorwegen.
Na een jaar gedwongen thuis te moeten blijven, na het slechte resultaat in 1994 stond in 1996 Slowakije terug op het podium met de mannelijke artiest Marcel Palonder. Hij bracht een popnummer met de titel "Kým Nás Má".

## In Oslo
Slowakije kwam als tweeëntwintigste aan de beurt net na Bosnië-Herzegovina en voor Zweden. De tweede deelname stelde teleur met een achttiende plaats op de 23 deelnemers.
Men behaalde 19 punten.
België en Nederland hadden geen punten over voor deze inzending

### Gekregen punten

#### Finale
| 12 punten | 10 punten     | 8 punten | 7 punten | 6 punten |
| --------- | ------------- | -------- | -------- | -------- |
|           |               | - Malta  |          |          |
| 5 punten  | 4 punten      | 3 punten | 2 punten | 1 punt   |
| - Polen   | - Griekenland |          | - Spanje |          |

### Punten gegeven door Slowakije

#### Finale
Punten gegeven in de finale:
| 12 punten | Malta               |
| 10 punten | Cyprus              |
| 8 punten  | Griekenland         |
| 7 punten  | Ierland             |
| 6 punten  | Verenigd Koninkrijk |
| 5 punten  | Kroatië             |
| 4 punten  | Zweden              |
| 3 punten  | Oostenrijk          |
| 2 punten  | Polen               |
| 1 punt    | IJsland             |